# تریپل اکس: بازگشت زندر کیج
تریپل اکس: بازگشت زندر کیج (به انگلیسی: xXx: The Return of Xander Cage) فیلمی است، اکشن محصول سال ۲۰۱۷ و به کارگردانی دی جی کاروسو و نویسندگی اسکات فرایزر است. از بازیگران آن می‌توان به وین دیزل، دانی ین، دیپیکا پادوکونه، کریس وو، روبی رز، تونی جا، نینا دوبرو، آریادنا گوتیرز و ساموئل ال. جکسون اشاره کرد. این فیلم سومین قسمت در مجموعه فیلم‌های تریپل اکس و دنباله فیلم‌های تریپل اکس (۲۰۰۲) و تریپل اکس: دولت متحد (۲۰۰۵) است.
نیمار ستارهٔ تیم ملی فوتبال برزیل در این فیلم حضوری افتخاری دارد. تریپل اکس: بازگشت زندر کیج توسط پارامونت پیکچرز در تاریخ ۲۰ ژانویه ۲۰۱۷ در ایالات متحده اکران شد. فیلم با نقدهای ضد و نقیض منتقدان روبرو شد، اما یک موفقیت تجاری به‌شمار می‌رفت و ۳۴۶ میلیون دلار در سراسر جهان فروش کرد در حالی که ۸۵ میلیون دلار بودجه ساخت آن بوده است.

## خلاصه داستان
زندر که گمان می‌رفت پس از یک تصادف وحشتناک جان سپرده باشد، بار دیگر بازمی‌گردد تا «جعبه پاندورا» را پیدا کنند.

## بازیگران
- وین دیزل در نقش زندر کیج
- دانی ین در نقش شیان
- دیپیکا پادوکونه در نقش سرینا اونگر
- کریس وو در نقش هارورد
- روبی رز در نقش آدل ولف
- تونی جا در نقش تلن
- نینا دوبرو در نقش بکی کالربریدج
- ساموئل ال. جکسون در نقش آگوستوس گیبنس
- تونی کولت در نقش جین مارک
- نیکی جم در نقش لزاروس
- روری مک‌کین در نقش تنیسون تروچ
- ال ساپینزا در نقش مأمور بلک مرتبه سازمان سیا
- مایکل بیسپینگ در نقش هاوک
- آریادنا گوتیرز در نقش جین روف
- آیس کیوب در نقش درایس استون
- شان رابرتس در نقش جونس
- دانیل کش در نقش رئیس جاسوسان روسی
- نیمار در نقش خودش
- کاریما آدبیبه